# Thierry Neuville
Thierry Jean Neuville (Sankt Vith, Belgica; 16 de junio de 1988) es un piloto de rally belga. Participó en el IRC desde 2009 hasta 2011, donde consiguió dos victorias, en Córcega y San Remo, y el quinto puesto en el campeonato 2011. En 2012 fue piloto titular del Citroën Junior Team en el Campeonato Mundial de Rally, el segundo equipo de la marca francesa, y participó en otras dos pruebas mundialistas con el Qatar World Rally Team. El piloto pasó a dicho equipo en 2013, con el que logró el subcampeonato. Desde 2014 es piloto oficial de Hyundai, con el que ha sido campeón del mundo en 2024 y subcampeón en 2016, 2017, 2018 y 2019. El belga ha logrado 21 victorias y 69 podios en pruebas mundialistas.

## Trayectoria
Neuville nació en el municipio de habla alemana de Sankt Vith en Belgica. Debutó en el automovilismo con 17 años en la modalidad de autocross. Condujo su primer rally a los 19 años; en 2007, su primer coche de rally fue un Opel Corsa que pilotó en un evento en Luxemburgo. En 2008, ganó el Concurso de Rally del Royal Automobil Club de Bélgica, lo que inició su carrera en el mundo del rally. Al año siguiente, ganó el Citroën Rally Trophy Belux con un Citroën C2 R2 Max. 
Neuville hizo su debut en el Intercontinental Rally Challenge en 2009 cuando el equipo de pilotos BF Goodrich le ofreció un asiento en el Rally de Ypres de 2009 con un Peugeot 207 S2000. Se estrelló y abandonó el rally mientras se encontraba en cuarto lugar. 
Para el Rally de Finlandia de 2008, se inscribió con un Ford Fiesta ST y habría debutado en el WRC, pero no participó en la prueba. En su lugar, debutó en el WRC en el Rally de Cataluña de 2009 con un Citroën C2 R2 y el francés Nicolas Klinger como copiloto, prueba en la que finalmente se retiró. 

### Junior WRC y IRC: (2010-2011)
Neuville condujo un Citroën C2 S1600 propio en cinco de las seis rondas del Campeonato Mundial de Rally Júnior de 2010, junto a Klinger. En las dos primeras rondas, sobre grava, el Rally de Turquía y el Rally de Portugal, Neuville se retiró en ambos eventos mientras lideraba la categoría; en Turquía se debió a un fallo mecánico, mientras que en Portugal se estrelló. No fue hasta la tercera ronda del Rally de Bulgaria, sobre asfalto, que Neuville ganó su primer evento en la categoría. El retiro siguió en el siguiente evento en Alemania después de un fallo de motor. Su último evento de la temporada fue en Francia, donde fue tercero en la categoría. A pesar de liderar muchos de los eventos, junto con muchas victorias de etapa, de la temporada, Neuville terminaría el campeonato en séptima posición, debido a los muchos retiros. 

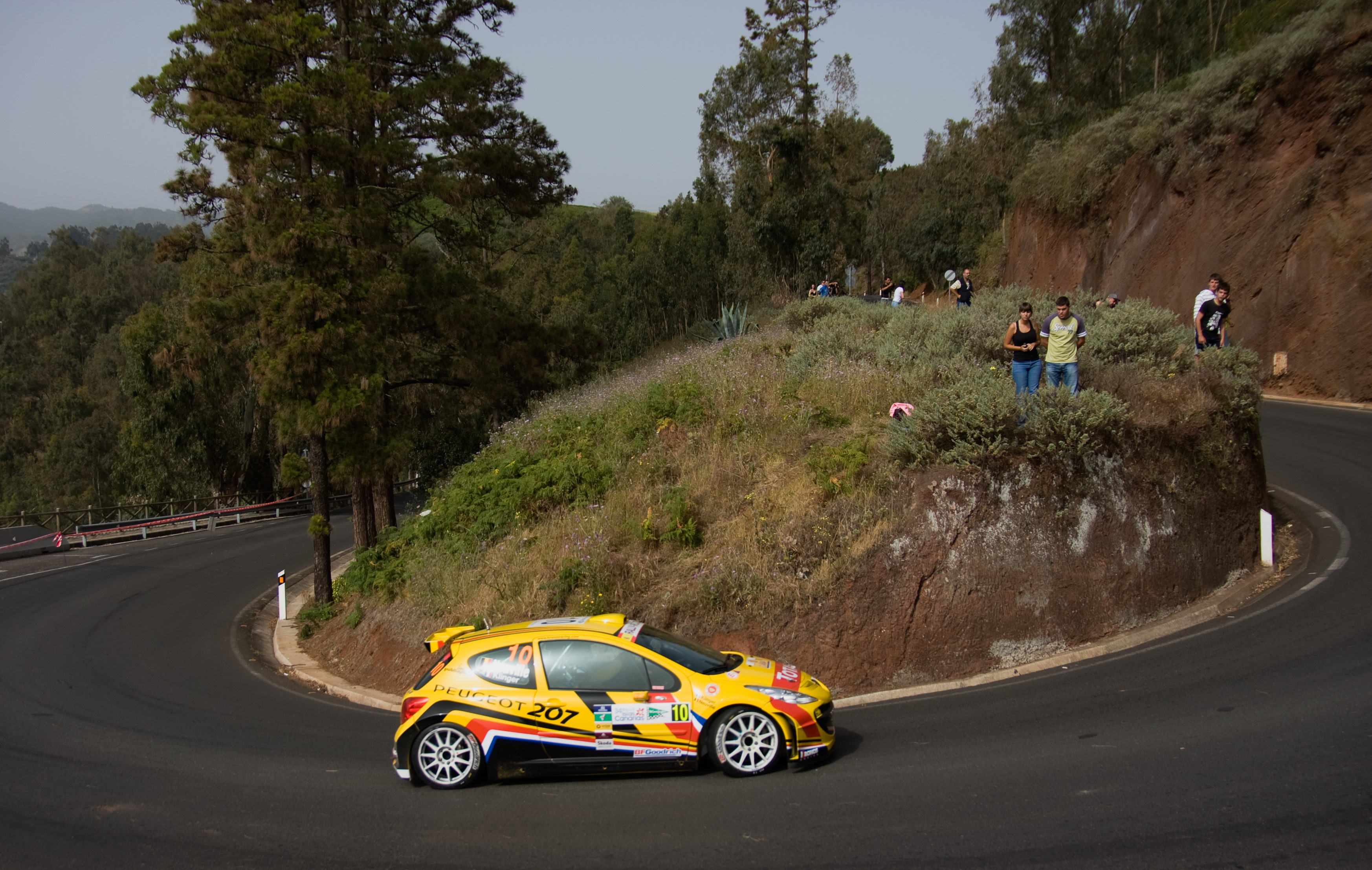
Neuville en el Rally Islas Canarias conduciendo su Peugeot 207 S2000.

Ese mismo año, Neuville, con Klinger como copiloto, fue contratado para conducir un Peugeot 207 S2000 en seis eventos en el Intercontinental Rally Challenge 2010 para Peugeot Belgium-Luxembourg (Bel-Lux), un equipo respaldado por Kronos Racing. Su primer evento fue el Rally Islas Canarias, donde se retiró debido a daños en la suspensión mientras corría en séptima posición. Habiendo disputado hasta ahora solo rallies de asfalto con el 207 S2000, disputó su primer rally de grava en el coche, en el Rally de Cerdeña, donde consiguió el cuarto puesto. Fue tercero, su mejor resultado en el evento de su país, el Rally de Ypres. Sus tres últimas carreras de la temporada fueron el Rally de la República Checa, el Rally de San Remo y el Rally de Escocia. Se retiró en las pruebas de República Checa y Escocia. En San Remo quedó octavo, asegurando la última posición en puntos. Neuville terminó la temporada en noveno lugar, sumando doce puntos en sus seis carreras. 
Neuville continuó con el equipo Peugeot Bel-Lux en el Intercontinental Rally Challenge 2011. En la apertura de la temporada en el Rally de Montecarlo estrelló su 207 S2000 en la primera etapa y se retiró. Después de Montecarlo, su copiloto Klinger fue reemplazado por el belga Nicolas Gilsoul para el resto de la temporada. En el siguiente evento en Islas Canarias, Neuville luchó por la victoria, pero terminó tercero detrás del ganador Juho Hänninen y el segundo clasificado Jan Kopecký. La primera victoria llegó en el siguiente evento en el Rally de Córcega con una conducción convincente, terminando 15,5 segundos por delante de Kopecký. Fue el más rapido en el Rally de Yalta, pero una salida de la carretera y un pinchazo significaron que el belga solo pudo terminar en sexta posición. En Ypres los daños en la suspensión provocaron el retiro de Neuville. En la siguiente prueba de República Checa, Neuville fue cuarto. En Hungría, Neuville estuvo a solo 0,8 segundos de ganar el rally, detrás del ganador Kopecký. Su segunda victoria llegaría en el Rally de San Remo, ganando por solo 1,5 segundos. En la penúltima ronda en Escocia, Neuville fue sexto, después de haber hecho un trompo y haber perdido tiempo con respecto a los líderes. De cara a la prueba final en Chipre, Neuville fue uno de los cinco pilotos que tenían opciones matemáticas de ganar el título. Neuville mantuvo el liderato del rally desde el principio, pero poco después, surgió un problema con el alternador de su coche y el belga tuvo que retirarse. El título finalmente fue para el noruego Andreas Mikkelsen, quien ganó el rally, mientras que Neuville terminó quinto en la clasificación.

### Citroën Junior Team y Qatar World Rally Team: (2012-2013)
Tras su paso por el IRC el Citroën Junior Team decide contratar a Neuville para la temporada 2012 del Campeonato Mundial de Rally con el Citroën DS3 WRC. Puntuó en seis carreras, destacándose un cuarto lugar y dos quintos, y culminó séptimo en la tabla de puntos.

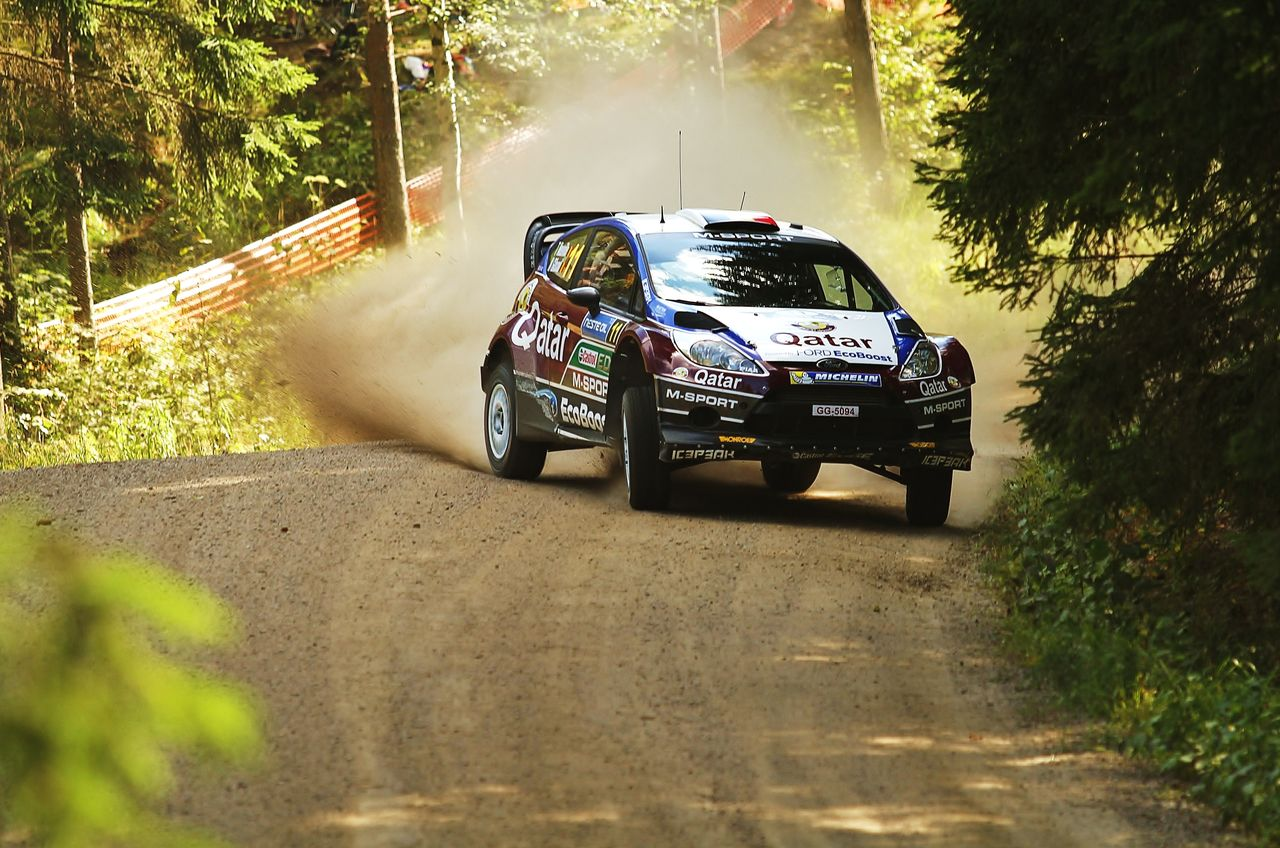
Neuville pilotando el Ford Fiesta RS WRC en 2013

Nasser Al-Attiyah le ofreció correr dos pruebas ese mismo año. Posteriormente, el belga firmó con M-Sport un programa completo en 2013 con un Ford Fiesta RS WRC. Obtuvo cuatro segundos puestos y tres terceros, y resultó segundo en el campeonato por detrás del dominador Sébastien Ogier.
En el mes de noviembre, y después de recibir otras ofertas como la de M-Sport, Neuville firmó un contrato con Hyundai, marca con la que competiria en 2014 a bordo del Hyundai i20 WRC.

### Hyundai: 2014-actualidad
En la primera cita del año, Montecarlo, debutó con el Hyundai i20 WRC pero en el kilómetro siete del primer tramo de la prueba se salió en una curva rápida de derecha y golpeando la parte trasera del coche contra un poste obligándole a abandonar. En la segunda cita, Suecia, Neuville golpeó su coche contra una piedra que lo obligó a abandonar aunque se reenganchó a la carrera, sufrió un pinchazo que le hizo perder cuatro minutos y finalmente terminó en la vigésimo octava posición.
En la primera cita del año sobre tierra, México, Neuville logró terminar en la tercera posición por detrás de los dos pilotos de Volkswagen, Ogier y Latvala, dando a Hyundai su primer podio en el campeonato del mundo. Tras la disputa del último tramo el piloto belga tuvo que solucionar una fuga en el sistema de refrigeración del radiador rellenándolo con la cerveza que le habían entregado en el podio, para poder completar los 33 km de tramo enlace hasta la asistencia final del rally.

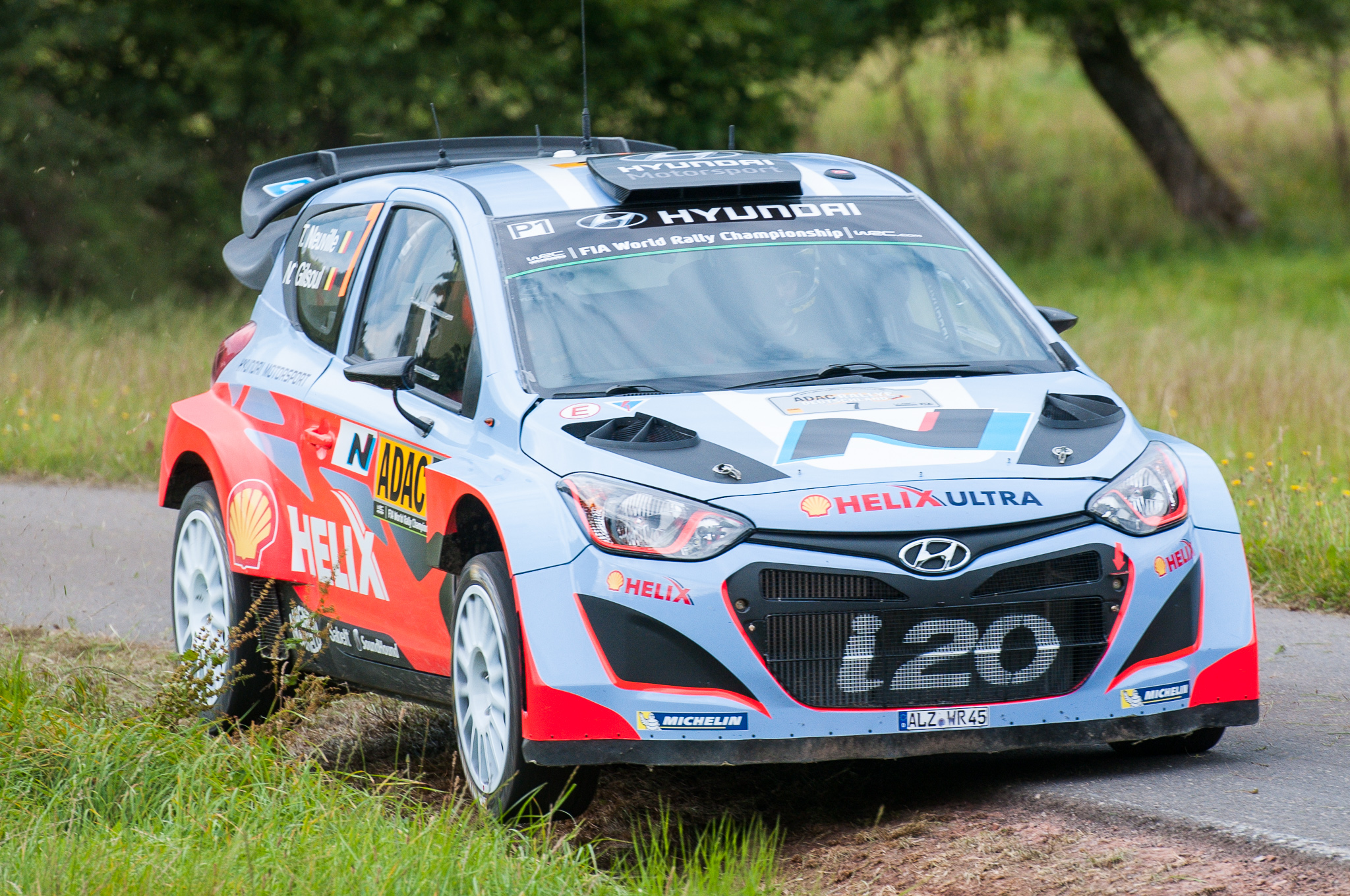
Neuville consiguió su primera victoria del campeonato con un Hyundai i20 en el Rally de Alemania en 2014

En el Rally de Alemania abandonaron Ogier y Latvala, por lo que Neuville aprovechó para ganar la carrera. También fue tercero en Polonia, cuarto en Gran Bretaña y quinto en Argentina, quedando así sexto en el campeonato.
En 2015, Neuville resultó segundo en Suecia, tercero en Cerdeña, cuarto en Finlandia y quinto en Montecarlo y Alemania. Así, culminó la temporada en la sexta posición de campeonato.

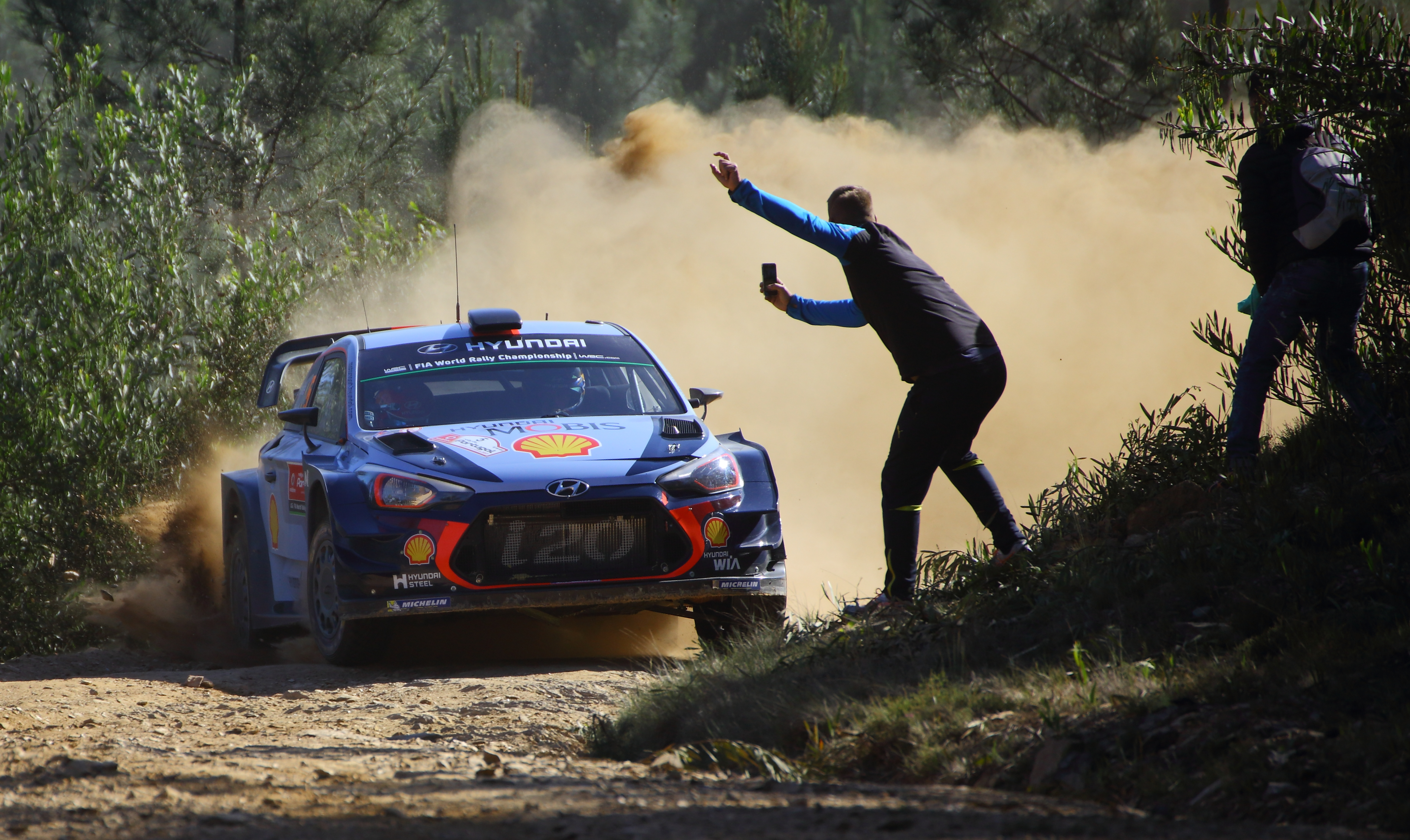
Neuville con el Hyundai i20 Coupe en el Rally de Portugal en 2017

Las siguientes temporadas, 2016, 2017, 2018 y 2019 Neuville termina siempre subcampeón del Mundial, las tres primeras superado por Sébastien Ogier y la última por Ott Tänak. En todos estos años logra once victorias.
La temporada 2020 termina en cuarta posición, mientras que las temporadas 2021, 2022 y 2023 lo hace en tercera posición, consiguiendo a lo largo de todos estos años seis victorias, mostrándose siempre competitivamente por debajo de los pilotos del equipo Toyota.
En 2024 Neuville finalmente consiguió su primer título del Campeonato Mundial de Rallys. También consiguió el primer título del Campeonato de Pilotos para Hyundai después de más de una década en el WRC. Neuville comenzó la temporada con fuerza, ganando el Rally de Montecarlo y el Rally Acrópolis, y se mantuvo constante durante todo el año. A pesar de algunos infortunios, incluidos problemas mecánicos en el Rally de Japón, consiguió suficientes puntos para confirmar su victoria en el campeonato antes de la etapa final, convirtiéndose en el primer belga en ganar el título de pilotos del WRC.

## Palmarés

### Títulos
| Año  | Título                   | Automóvil            |
| ---- | ------------------------ | -------------------- |
| 2024 | Campeón Mundial de Rally | Hyundai i20 N Rally1 |

### Victorias en el WRC
| #  | Rally                                      | Temp. | Copiloto         | Auto                  |
| -- | ------------------------------------------ | ----- | ---------------- | --------------------- |
| 1  | 32. ADAC Rallye Deutschland                | 2014  | Nicolas Gilsoul  | Hyundai i20 WRC       |
| 2  | 13º Rally d'Italia Sardegna                | 2016  | Nicolas Gilsoul  | Hyundai i20 WRC       |
| 3  | 60. Che Guevara Energy Drink Tour de Corse | 2017  | Nicolas Gilsoul  | Hyundai i20 Coupe WRC |
| 4  | 37° YPF Rally Argentina                    | 2017  | Nicolas Gilsoul  | Hyundai i20 Coupe WRC |
| 5  | ORLEN 74. Rajdu Polski                     | 2017  | Nicolas Gilsoul  | Hyundai i20 Coupe WRC |
| 6  | 26. Kennards Hire Rally Australia          | 2017  | Nicolas Gilsoul  | Hyundai i20 Coupe WRC |
| 7  | 66th Rally Sweden                          | 2018  | Nicolas Gilsoul  | Hyundai i20 Coupe WRC |
| 8  | 52.º Vodafone Rally de Portugal            | 2018  | Nicolas Gilsoul  | Hyundai i20 Coupe WRC |
| 9  | 15º Rally d'Italia Sardegna                | 2018  | Nicolas Gilsoul  | Hyundai i20 Coupe WRC |
| 10 | 62.º CORSICA Linea Tour de Corse           | 2019  | Nicolas Gilsoul  | Hyundai i20 Coupe WRC |
| 11 | 39.º XION Rally Argentina                  | 2019  | Nicolas Gilsoul  | Hyundai i20 Coupe WRC |
| 12 | 55° RACC Rally Catalunya — Costa Daurada   | 2019  | Nicolas Gilsoul  | Hyundai i20 Coupe WRC |
| 13 | 88ème Rallye Automobile Monte-Carlo        | 2020  | Nicolas Gilsoul  | Hyundai i20 Coupe WRC |
| 14 | 56. Renties Ypres Rally Belgium            | 2021  | Martijn Wydaeghe | Hyundai i20 Coupe WRC |
| 15 | 56° RACC Rally Catalunya — Costa Daurada   | 2021  | Martijn Wydaeghe | Hyundai i20 Coupe WRC |
| 16 | 66. EKO Acropolis Rally Greece             | 2022  | Martijn Wydaeghe | Hyundai i20 N Rally1  |
| 17 | 7th FORUM8 Rally Japan                     | 2022  | Martijn Wydaeghe | Hyundai i20 N Rally1  |
| 18 | 20.º Rally d'Italia Sardegna               | 2023  | Martijn Wydaeghe | Hyundai i20 N Rally1  |
| 19 | 1st Central European Rally                 | 2023  | Martijn Wydaeghe | Hyundai i20 N Rally1  |
| 20 | 92ème Rallye Automobile Monte-Carlo        | 2024  | Martijn Wydaeghe | Hyundai i20 N Rally1  |
| 21 | 68. EKO Acropolis Rally of Gods            | 2024  | Martijn Wydaeghe | Hyundai i20 N Rally1  |

### Victorias en el JWRC
| # | Rally                | Temp. | Copiloto        | Auto             |
| - | -------------------- | ----- | --------------- | ---------------- |
| 1 | 41.er Rally Bulgaria | 2010  | Nicolas Klinger | Citroën C2 S1600 |

### Victorias en el IRC
| # | Rally                         | Temp. | Copiloto        | Auto              |
| - | ----------------------------- | ----- | --------------- | ----------------- |
| 1 | 54ème Tour de Corse-E.Leclerc | 2011  | Nicolas Gilsoul | Peugeot 207 S2000 |
| 2 | 53.º Rallye Sanremo           | 2011  | Nicolas Gilsoul | Peugeot 207 S2000 |

## Resultados

### Campeonato Mundial de Rally
| Año         | Equipo                         | Coche                 | 1       | 2      | 3       | 4       | 5      | 6       | 7       | 8       | 9       | 10      | 11      | 12      | 13      | 14    | Posición | Puntos |
| ----------- | ------------------------------ | --------------------- | ------- | ------ | ------- | ------- | ------ | ------- | ------- | ------- | ------- | ------- | ------- | ------- | ------- | ----- | -------- | ------ |
| 2008        | Thierry Neuville               | Ford Fiesta ST        | FIN DNS |        |         |         |        |         |         |         |         |         |         |         |         |       | -        | 0      |
| 2009        | Thierry Neuville               | Citroën C2 R2 Max     | IRL     | NOR    | CYP     | POR     | ARG    | ITA     | GRE     | POL     | FIN     | AUS     | ESP Ret | GBR     |         |       | -        | 0      |
| 2010        | Thierry Neuville               | Citroën C2 S1600      | SWE     | MEX    | JOR     | TUR Ret | NZL    | POR Ret | BUL 12  | FIN     | GER Ret | JPN     | FRA 27  | ESP     | GBR     |       | -        | 0      |
| 2012        | Citroën Junior Team            | Citroën DS3 WRC       | MON Ret | SWE 12 | MEX 13  | POR 8   | ARG 5  | GRE 6   |         | FIN 16  | GER 13  | GBR 7   | FRA 4   |         | ESP 12  |       | 7º       | 53     |
| 2012        | Qatar World Rally Team         | Citroën DS3 WRC       |         |        |         |         |        |         | NZL 5   |         |         |         |         | ITAL 19 |         |       | 7º       | 53     |
| 2013        | Qatar World Rally Team         | Ford Fiesta RS WRC    | MON Ret | SWE 5  | MEX 3   | POR 17  | ARG 5  | GRE 3   | ITA 2   | FIN 2   | GER 2   | AUS 2   | FRA 4   | ESP 4   | GBR 3   |       | 2º       | 157    |
| 2014        | Hyundai Shell World Rally Team | Hyundai i20 WRC       | MON Ret | SWE 28 | MEX 3   | POR 7   | ARG 5  | ITA 16  | POL 3   | FIN Ret | GER 1   | AUS 7   | FRA 8   | ESP 6   | GBR 4   |       | 6º       | 105    |
| 2015        | Hyundai Motorsport             | Hyundai i20 WRC       | MON 5   | SWE 2  | MEX 8   | ARG Ret | POR 39 | ITA 3   | POL 6   | FIN 4   | GER 5   | AUS 7   | FRA 23  | ESP 8   |         |       | 6º       | 90     |
| 2015        | Hyundai Motorsport N           | Hyundai i20 WRC       |         |        |         |         |        |         |         |         |         |         |         |         | GBR Ret |       | 6º       | 90     |
| 2016        | Hyundai Motorsport             | Hyundai i20 WRC       | MON 3   | SWE 14 | MEX Ret | ARG 6   |        |         | POL 4   | FIN 4   | GER 3   | CHN C   | FRA 2   | ESP 3   | GBR 3   | AUS 3 | 2º       | 160    |
| 2016        | Hyundai Motorsport N           | Hyundai i20 WRC       |         |        |         |         | POR 29 | ITA 1   |         |         |         |         |         |         |         |       | 2º       | 160    |
| 2017        | Hyundai Motorsport             | Hyundai i20 Coupe WRC | MON 15  | SWE 13 | MEX 3   | FRA 1   | ARG 1  | POR 2   | ITA 3   | POL 1   | FIN 6   | GER 44  | ESP Ret | GBR 2   | AUS 1   |       | 2º       | 208    |
| 2018        | Hyundai Shell Mobis WRT        | Hyundai i20 Coupe WRC | MON 5   | SWE 1  | MEX 6   | FRA 3   | ARG 2  | POR 1   | ITA 1   | FIN 9   | GER 2   | TUR 16  | GBR 5   | ESP 4   | AUS Ret |       | 2º       | 201    |
| 2019        | Hyundai Shell Mobis WRT        | Hyundai i20 Coupe WRC | MON 2   | SWE 3  | MEX 4   | FRA 1   | ARG 1  | CHL Ret | POR 2   | ITA 6   | FIN 6   | GER 4   | TUR 8   | GBR 2   | ESP 1   | AUS C | 2º       | 227    |
| 2020        | Hyundai Shell Mobis WRT        | Hyundai i20 Coupe WRC | MON 1   | SWE 6  | MEX 16  | EST Ret | TUR 2  | ITA 2   | MNZ Ret |         |         |         |         |         |         |       | 4º       | 87     |
| 2021        | Hyundai Shell Mobis WRT        | Hyundai i20 Coupe WRC | MON 3   | ART 3  | CRO 3   | POR 36  | ITA 3  | SAF Ret | EST 3   | BEL 1   | GRE 8   | FIN Ret | ESP 1   | MNZ 4   |         |       | 3º       | 176    |
| 2022        | Hyundai Shell Mobis WRT        | Hyundai i20 N Rally1  | MON 6   | SWE 2  | CRO 3   | POR 5   | ITA 41 | SAF 5   | EST 4   | FIN 5   | BEL 20  | GRE 1   | NZL 4   | ESP 2   | JPN 1   |       | 3º       | 191    |
| 2023        | Hyundai Shell Mobis WRT        | Hyundai i20 N Rally1  | MON 3   | SWE 3  | MEX 2   | CRO 33  | POR 5  | ITA 1   | SAF DSQ | EST 2   | FIN 2   | GRE 20  | CHL 2   | EUR 1   | JPN 13  |       | 3º       | 189    |
| 2024        | Hyundai Shell Mobis WRT        | Hyundai i20 N Rally1  | MON 1   | SWE 4  | SAF 5   | CRO 3   | POR 3  | ITA 41  | POL 4   | LAT 8   | FIN 2   | GRE 1   | CHL 4   | EUR 3   | JPN 6   |       | 1.º      | 242    |
| 2025        | Hyundai Shell Mobis WRT        | Hyundai i20 N Rally1  | MON 6   | SWE 3  | SAF 3   | ESP 7   | POR 4  | ITA 19  | GRE 5   | EST 3   | FIN     | PAR     | CHL     | EUR     | JPN     | SAU   | 5.º      | 114    |
| [ 8 ] [ 9 ] |                                |                       |         |        |         |         |        |         |         |         |         |         |         |         |         |       |          |        |

### JWRC
| Año  | Equipo           | Coche            | 1       | 2       | 3     | 4       | 5     | 6   | Posición | Puntos |
| ---- | ---------------- | ---------------- | ------- | ------- | ----- | ------- | ----- | --- | -------- | ------ |
| 2010 | Thierry Neuville | Citroën C2 S1600 | TUR Ret | POR Ret | BUL 1 | GER Ret | FRA 3 | ESP | 7º       | 40     |

### IRC
| Año   | Equipo                   | Coche             | 1       | 2     | 3     | 4       | 5       | 6     | 7     | 8     | 9       | 10    | 11      | 12  | Posición | Puntos |
| ----- | ------------------------ | ----------------- | ------- | ----- | ----- | ------- | ------- | ----- | ----- | ----- | ------- | ----- | ------- | --- | -------- | ------ |
| 2009  | BF Goodrich Drivers Team | Peugeot 207 S2000 | MON     | CUR   | KEN   | AZO     | YPR Ret | RUS   | MAD   | BCZ   | AST     | SAN   | ESC     |     | -        | 0      |
| 2010  | Peugeot Team Bel-Lux     | Peugeot 207 S2000 | MON     | CUR   | ARG   | CAN Ret | CER 4   | YPR 3 | AZO   | MAD   | BCZ Ret | SAN 8 | ESC Ret | CYP | 9º       | 12     |
| 2011  | Peugeot Team Bel-Lux     | Peugeot 207 S2000 | MON Ret | CAN 3 | COR 1 | PYA 6   | YPR Ret | AZO   | BCZ 4 | MEC 2 | SAN 1   | ESC 6 | CYP Ret |     | 5º       | 115    |
| [ 8 ] |                          |                   |         |       |       |         |         |       |       |       |         |       |         |     |          |        |